# Monastero di Konstamonitou
Il monastero di Konstamonitou (in greco Κωνσταμονίτου?) è uno dei venti monasteri della Chiesa ortodossa della penisola del Monte Athos in Grecia.
Sorge nel sud-est della penisola atonita.
Occupa il ventesimo rango nella gerarchia della comunità monastica della Santa Montagna, ed è retto a regola cenobitica; nel 1990 contava 30 monaci.
È dedicato a Santo Stefano protomartire (festa votiva il 26 dicembre (3 agosto)).

## Storia
La tradizione vuole come suo fondatore Costantino I o suo figlio Costanzo II. Altre fonti fanno risalire la fondazione a un anacoreta di nome Kastomonites, da cui il monastero prende il nome. Le prime testimonianze scritte risalgono all'XI secolo. Fonti storiche possono tracciarne la storia solo a partire dal XIV secolo, quando il monastero cadde in rovina per le incursioni dei pirati. Nel XV secolo si riprese con l'aiuto dei principi serbi.
Più tardi le tassazioni da parte del governo turco costrinsero i religiosi a indebitarsi; questa situazione mise la comunità in grande difficoltà e la portò alla quasi completa rovina. Nel [1705], grazie all'intervento del console francese Armand, la comunità monastica si risollevò. Nel 1717 un incendio distrusse l'ala est. Nel 1818 con l'aiuto della moglie di Alì Pascià di Tepeleni, Kyra Vassiliki, l'abate Chrysanthos poté iniziare la riscostruzione. A metà dei quel secolo l'estrema povertà del monastero lo costrinse a mettersi sotto la tutela della Santa Comunità atonita. Un altro abate, Simeone, riuscì a raccogliere fondi per costruire nel 1867 un nuovo katholikon sulle rovine del precedente. Ancora oggi dei monasteri della Santa Montagna risulta essere il più povero, questa situazione è in gran parte dovuta alla sua posizione sfavorevole e difficilmente raggiungibile, sprofondata in una foresta a un'ora di cammino dalla costa.

## Patrimonio artistico
Il monastero consta di cinque cappelle edificate all'interno del monastero stesso e di quattro esterne. Famose sono le icone di Santo Stefano dell'VIII secolo e due icone della Vergine Maria chiamate Hodeghetria e Antiphonetria. Tra le reliquie un frammento della Vera Croce. La biblioteca possiede 110 manoscritti e oltre 5000 libri stampati.